# Баюви дупки
 Тази статия е за върха.  За циркуса вижте Баюви дупки (циркус).  
Баюви дупки е връх в Северен Пирин, България. Разположен е на главното планинско било, между върховете Бански суходол от югоизток и Каменитица от северозапад. Височината му е 2820 метра. Източните склонове на връх Баюви дупки се спускат стръмно към циркуса Баюви дупки, а западните водят към река Влахина. Северната стена на върха се използва от катерачи. Върхът се намира в границите на резервата „Баюви дупки - Джинджирица“. Връх Баюви дупки е изграден от окарстени мрамори. По западните му склонове минава туристическа екопътека. На върха се намират много редки тревисти видове, сред които единственото находище на жлезисточашковата очанка на Балканския полуостров.
Баюви дупки има три ясно изразени връхни точки, котата е на най-южната от тях. При най-северната се отделя на североизток скалистия карстов рид Средоноса. Между връхните точки главното било се стеснява на места до 50 см. Източните склонове на върха към едноименния циркус Баюви дупки са отвесни и недостъпни. Западните му склонове са силно наклонени към долината на Влахинска река.
На 470 метра югоизточно от върха по главното било е разположен най-високият алпийски заслон в България - Кончето. Северно от Баюви дупки е разположена седловината Каменитишки превал. От превала до заслона водят три пътеки. Най-често използваната е маркирана в червено и подсича стръмните западни склонове на Баюви дупки. Втората следва главното било по самия му ръб. Третата подсича най-северната връхна точка и се включва във втората пътека. Последните две пътеки не са маркирани.